# Ráže

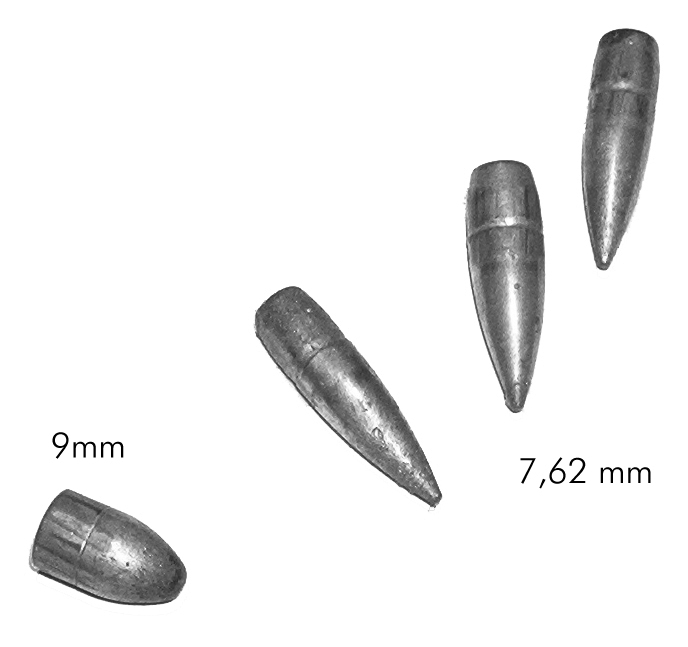
Porovnání ráží 9 mm a 7,62 mm

Ráže (též ráž) je v oblasti hlavňových střelných zbraní údaj, který je používán jako charakteristika (nebo jedna z charakteristik) střely, celého náboje, hlavně, hlavňoviny (polotovar pro výrobu hlavní) a také celé zbraně. Česká technická norma definuje tento pojem vice různými způsoby podle toho, o ráži jakého objektu se jedná. Pojem ráže je používán i pro raketové zbraně používající reaktivní pohon, jako je například bazuka nebo RPG, ale i další zbraně, jako jsou například torpéda. Zde je pojem ráže vztažen k průměru reaktivní střely, torpéda nebo rour určených k jejich uložení, případně i vedení při výstřelu.

## Smluvní rozměr
Základní součástí definice ráže je údaj, který je vztažen k průměru střely nebo hlavně. Tento údaj je ale jen smluvním rozměrem. To znamená, že uvedený rozměr nemusí odpovídat a také často neodpovídá skutečným geometrickým rozměrům. Například u zbraně pro kulový náboj se sudým počtem drážek uvnitř hlavně lze geometrický průměr vývrtu změřit jako průměr vývrtu v polích a průměr v drážkách. Pokud bychom změřili největší vnější průměr střely určené pro tuto hlaveň, potom bychom získali třetí údaj. Původně se v názvu ráže objevoval obvykle jeden z rozměrů průměru hlavně a rámci vyjádření ráže střeliva pro tuto hlaveň se používal stejný údaj. Metodika měření a nazývání ráží nebyla jednotná pro všechny výrobce. Existují i označení ráže, která už jsou pouze symbolická a prakticky ze skutečných rozměrů vývrtu nevycházejí.
U plynových zbraní a střel Diabolo se lze setkat i s tím, že ráže střel je značena podle jejich skutečného průměru. Například pro zbraň ráže 4,5 mm existují diabolky s průměry a označením ráže od 4,49 mm až do 4,53 mm odstupňované po 0,01 mm.

## Jednotky
V současnosti se v rámci ráže vyskytuje označení evropského typu, které uvádí smluvní rozměr v milimetrech, anglického typu, které používá označení v tisícinách palce, a amerického typu, které upřednostňuje setiny palce. Při zápisu s použitím palců se vynechává nula a používá se desetinná tečka, například .45, nebo .450, přičemž C.I.P. připouští i zápis bez desetinné tečky, tedy například jen ráže 45.
Některé náboje mají i v odborných pramenech více přípustných a paralelně používaných označení, například náboj 7,92 × 57 mm Mauser lze najít pod označením 8 mm Mauser. Ještě komplikovanější je situace u nábojů, které mají oficiální označení jak v metrickém, tak palcovém systému. Protože jde o smluvní hodnoty, nelze uváděnou hodnotu v palcích a mm vzájemně převádět. Například náboj označovaný jako ráže .380 má v metrickém označení uváděnou ráži 9 mm, přestože matematický přepočet 0,38 palce je 9,652 mm.
V historii se vyskytovaly i jiné způsoby označení. V Rusku se používaly tzv. čárky, které odpovídaly desetinám palce. Například puška ráže 7,62 mm byla označena jako Tříčárková puška vzor 1891.
Další, historicky překonaný, způsob označení ráže byl v jednotkách hmotnosti, používaný například u historických děl. Ráže byla pak určena hmotností železné koule, kterou dělo mohlo vystřelit (x-liberní dělo).
Číselný údaj uváděný u ráže může být reprezentován i jako číslo bez jednotek. Tento způsob se používá pro značení ráže brokových zbraní a střeliva pro tyto zbraně. Číslo určuje počet kulí stejného průměru, odlitých z jedné anglické libry olova (0,453 kg), které suvně projdou vývrtem hlavně. Čím vice koulí se ze stejného množství olova udělá, tím jsou koule menší. To znamená, že větší hodnota ráže brokovnice znamená menší průměr hlavně. Viz následující tabulku:
| Ráže:        | 4     | 8     | 10    | 12    | 16    | 20    | 24    | 28    | 32    | 36 (.410) |
| ------------ | ----- | ----- | ----- | ----- | ----- | ----- | ----- | ----- | ----- | --------- |
| Vrtání v mm: | 26,73 | 21,22 | 19,69 | 18,53 | 16,84 | 15,63 | 14,71 | 13,97 | 13,37 | 10,2      |

## Různé definice pojmu ráže
Definicí pojmu ráže je mnoho, protože ráže je určována pro různé objekty a definice se může lišit i pro různé typy stejného objektu. Jen v české technické normě je uvedeno pět definic pro různé druhy zbraní (palnou, expanzní, plynovou, palnou pro kulový náboj a palnou pro brokové náboje), jedna pro ráži hlavně a pět dalších pro střelivo pro různé zbraně.
Jako jednoduchý příklad si uvedeme definici ráže pro plynovou zbraň, kde je ráže vyjádřena smluvní velikostí průměru vodící části vývrtu. Naopak příkladem složitější definice je popis ráže střeliva pro palnou zbraň, u které popis ráže může obsahovat následující typy údajů: smluvní velikost průměru hlavně, technický popis nábojnice a střely, bližší popis provedení náboje, doplňkové označení a maximální hodnoty tlaku a energie prachových plynů.

## Souvislost ráže a délky hlavně palné zbraně
Ráže palné zbraně souvisí s rychlostí, jakou se zvětšuje prostor, ve kterém hoří výmetná náplň při pohybu střely.
Délka hlavně ovlivňuje, jak dlouho působí expandující plyny na střelu, a tedy úsťovou rychlost střely.
Poměr délky hlavně a ráže jejího vývrtu ovlivňuje významně charakter střelby a je tedy jedním z určujících faktorů charakteristických pro určitou kategorii a konstrukci zbraně.

## Záměny pojmů
S nesprávným[zdroj⁠?!] použitím pojmu ráže se lze setkat pro vyjádření síly jaderné zbraně. Jde nejspíše chybný překlad anglického gauge.[zdroj⁠?!] V anglických textech je pro vyjádření síly jaderné hlavice používán termín equivalent/yield of TNT.
Když v historii vznikla potřeba sjednocení ráží jednotlivých zbraní a střeliva, byly pro kontrolu používány přípravky nazývané kalibry (slovo pocházející přes arabštinu ze starořeckého καλαπούς, kalapoús, „ševcovské kopyto“:s.285). Tento název je v češtině běžně používán pro kontrolní porovnávací měřítka například ve strojírenské výrobě. Přeneseně se označení kalibr používá pro označení průměru vývrtu hlavně a střely; tento pojem se obvykle nevyskytuje v české odborné literatuře, ale lze se s ním setkat v některých slovnících cizích slov. V mnoha cizích jazycích je slovo pro ráži odvozeno právě z tohoto termínu. Například anglicky caliber, německy Kaliber, španělsky calibre a rusky калибр. Slovo ráže je pravděpodobně původně čistě české, odvozeného z původního slovanského výrazu raž, raziti; doloženo je od 17. století.:s.582
V myslivecké mluvě se pojem ráže používá pro označení varlat samců spárkaté zvěře, psů a medvědů. Proto se někdy upřednostňuje pojem ráž.